# Lorditomaeus uhligi
Lorditomaeus uhligi är en skalbaggsart som beskrevs av Bordat 1995. Lorditomaeus uhligi ingår i släktet Lorditomaeus och familjen Aphodiidae. Inga underarter finns listade i Catalogue of Life.